# Ko'Olan
Ko'Olan is een bestuurslaag in het regentschap Bangkalan van de provincie Oost-Java, Indonesië. Ko'Olan telt 830 inwoners (volkstelling 2010).